# Crambeidae
Crambeidae is een familie van sponsdieren uit de klasse van de Demospongiae (gewone sponzen).

## Geslachten
- Crambe Vosmaer, 1880
- Discorhabdella Dendy, 1924
- Lithochela Burton, 1929
- Monanchora Carter, 1883